# Кентвілл
Кентвілл (англ. Kentville) — містечко в Канаді, у провінції Нова Шотландія, у складі графства Кінгс.

## Населення
За даними перепису 2016 року, містечко нараховувало 6271 особу, показавши зростання на 2,9%, порівняно з 2011-м роком. Середня густина населення становила 363,3 осіб/км².
З офіційних мов обидвома одночасно володіли 710 жителів, тільки англійською — 5 365, тільки французькою — 5, а 10 — жодною з них. Усього 160 осіб вважали рідною мовою не одну з офіційних, з них 5 — одну з корінних мов, а 5 — українську.
Працездатне населення становило 58,3% усього населення, рівень безробіття — 7,7% (8,2% серед чоловіків та 6,8% серед жінок). 85,3% осіб були найманими працівниками, а 12,8% — самозайнятими.
Середній дохід на особу становив $41 869 (медіана $31 846), при цьому для чоловіків — $48 989, а для жінок $35 826 (медіани — $37 786 та $26 965 відповідно).
27,9% мешканців мали закінчену шкільну освіту, не мали закінченої шкільної освіти — 15,7%, 56,3% мали післяшкільну освіту, з яких 41,2% мали диплом бакалавра, або вищий, 30 осіб мали вчений ступінь.
| Статево-вікова структура населення | Статево-вікова структура населення | Статево-вікова структура населення | Статево-вікова структура населення | Статево-вікова структура населення |
| ---------------------------------- | ---------------------------------- | ---------------------------------- | ---------------------------------- | ---------------------------------- |
|                                    |                                    |                                    |                                    |                                    |
| Всього                             | Всього                             | 46,4%53,6%                         |                                    |                                    |
| 0 — 14 років                       | 0 — 14 років                       |                                    | 15,9%                              | 15,9%                              |
| 15 — 64 років                      | 15 — 64 років                      |                                    | 61,7%                              | 61,7%                              |
| 65 і більше                        | 65 і більше                        |                                    | 22,3%                              | 22,3%                              |
| 85 і більше                        | 85 і більше                        |                                    | 4,2%                               | 4,2%                               |
| 100 і більше                       | 100 і більше                       |                                    | 0,1%                               | 0,1%                               |
| Середній вік (років)               | Середній вік (років)               | 42,545,6                           | 44,2                               | 44,2                               |
| Медіана (років)                    | Медіана (років)                    | 43,946,8                           | 45,4                               | 45,4                               |
| — чоловіки — жінки                 |                                    |                                    |                                    |                                    |

| Походження мешканців:     | Походження мешканців:     | Походження мешканців: | Походження мешканців: | Походження мешканців: |
| ------------------------- | ------------------------- | --------------------- | --------------------- | --------------------- |
| Походження                |                           |                       | осіб                  | %                     |
| Корінні американці        | Корінні американці        |                       | 465                   | 7.74%                 |
| Інше північноамериканське | Інше північноамериканське |                       | 2 735                 | 45.51%                |
| Європейське               | Європейське               |                       | 4 135                 | 68.8%                 |
| британське                | британське                |                       | 3 470                 | 57.74%                |
| французьке                | французьке                |                       | 745                   | 12.4%                 |
| українське                | українське                |                       | 60                    | 1%                    |
| Латинськоамериканське     | Латинськоамериканське     |                       | 35                    | 0.58%                 |
| Карибське                 | Карибське                 |                       | 35                    | 0.58%                 |
| Африканське               | Африканське               |                       | 80                    | 1.33%                 |
| Азійське                  | Азійське                  |                       | 200                   | 3.33%                 |
| Океанійське               | Океанійське               |                       | 10                    | 0.17%                 |

| Зайнятість населення за галузями (за класифікацією NOC): | Зайнятість населення за галузями (за класифікацією NOC): | Зайнятість населення за галузями (за класифікацією NOC): | Зайнятість населення за галузями (за класифікацією NOC): | Зайнятість населення за галузями (за класифікацією NOC): |
| -------------------------------------------------------- | -------------------------------------------------------- | -------------------------------------------------------- | -------------------------------------------------------- | -------------------------------------------------------- |
|                                                          |                                                          |                                                          |                                                          |                                                          |
| Управління                                               | Управління                                               |                                                          | 11,5%                                                    | 11,5%                                                    |
| Бізнес, фінанси та адміністрування                       | Бізнес, фінанси та адміністрування                       |                                                          | 13,9%                                                    | 13,9%                                                    |
| Природничі та прикладні науки                            | Природничі та прикладні науки                            |                                                          | 4%                                                       | 4%                                                       |
| Охорона здоров'я                                         | Охорона здоров'я                                         |                                                          | 10,6%                                                    | 10,6%                                                    |
| Освіта, правозахист, муніципальні та урядові служби      | Освіта, правозахист, муніципальні та урядові служби      |                                                          | 15,5%                                                    | 15,5%                                                    |
| Мистецтво, культура, відпочинок та спорт                 | Мистецтво, культура, відпочинок та спорт                 |                                                          | 1,6%                                                     | 1,6%                                                     |
| Роздрібна торгівля та послуги                            | Роздрібна торгівля та послуги                            |                                                          | 26,7%                                                    | 26,7%                                                    |
| Гуртова торгівля, транспорт та обладнання                | Гуртова торгівля, транспорт та обладнання                |                                                          | 8,7%                                                     | 8,7%                                                     |
| Природні ресурси, сільське господарство                  | Природні ресурси, сільське господарство                  |                                                          | 2,3%                                                     | 2,3%                                                     |
| Виробництво                                              | Виробництво                                              |                                                          | 5,2%                                                     | 5,2%                                                     |

## Клімат
Середня річна температура становить 6,5°C, середня максимальна – 22,9°C, а середня мінімальна – -11,8°C. Середня річна кількість опадів – 1 192 мм.
| Клімат поселення                              | Клімат поселення | Клімат поселення | Клімат поселення | Клімат поселення | Клімат поселення | Клімат поселення | Клімат поселення | Клімат поселення | Клімат поселення | Клімат поселення | Клімат поселення | Клімат поселення | Клімат поселення |
| Показник                                      | Січ.             | Лют.             | Бер.             | Квіт.            | Трав.            | Черв.            | Лип.             | Серп.            | Вер.             | Жовт.            | Лист.            | Груд.            |                  |
| Середній максимум, °C                         | −0,44            | −0,06            | 4,29             | 10,14            | 16,17            | 21,28            | 22,91            | 22,43            | 17,94            | 12,44            | 7,36             | 0,80             |                  |
| Середня температура, °C                       | −6,15            | −5,76            | −1,41            | 4,43             | 10,48            | 15,58            | 19,10            | 18,62            | 14,13            | 8,62             | 3,55             | −3,01            |                  |
| Середній мінімум, °C                          | −11,83           | −11,46           | −7,11            | −1,26            | 4,78             | 9,89             | 15,28            | 14,81            | 10,31            | 4,81             | −0,26            | −6,82            |                  |
| Норма опадів, мм                              | 115              | 98               | 106              | 90               | 95               | 85               | 84               | 84               | 93               | 103              | 122              | 117              |                  |
| Середньомісячна швидкість вітру, м/с          | 4.12             | 4.12             | 4.16             | 4.04             | 3.62             | 3.32             | 2.99             | 2.92             | 3.19             | 3.62             | 3.85             | 4.15             |                  |
| Середньомісячна сонячна радіація, кДж/м²·день | 4974             | 8194             | 12036            | 15049            | 18174            | 20293            | 20164            | 17945            | 13674            | 8760             | 5048             | 3877             |                  |
| --------------------------------------------- | ---------------- | ---------------- | ---------------- | ---------------- | ---------------- | ---------------- | ---------------- | ---------------- | ---------------- | ---------------- | ---------------- | ---------------- | ---------------- |
| Джерело:                                      |                  |                  |                  |                  |                  |                  |                  |                  |                  |                  |                  |                  |                  |

## Уродженці
- Джейкоб Шаффельбург — канадський футболіст.